# Хромченко, Василий Степанович
Васи́лий Степа́нович Хро́мченко (Храмченко; 1792—1849) — русский мореплаватель, исследователь Берингова моря, трижды обогнувший земной шар; капитан-лейтенант.

## Биография
Родился в 1792 году в небогатой семье.
В 1815 году окончил Кронштадтское штурманское училище и был зачислен штурманским помощником унтер-офицерского чина в экипаж брига «Рюрик», водоизмещением 180 тонн. Снаряженный на средства канцлера России — графа Н. П. Румянцева под командой О. Е. Коцебу — «Рюрик» отправился в продолжительное плавание с целью поисков прохода из Тихого океана в Атлантический вдоль арктических берегов Северной Америки, так называемого Северо-Западного прохода (Кругосветное плавание Коцебу). За время почти трехлетнего кругосветного плавания Василий Хромченко приобрел океанский опыт, развивая своё навигаторское искусство возле берегов Аляски, среди коралловых атоллов Центральной Океании, в штормах в пролива Дрейка.
После возвращения «Рюрика» в Россию — Хромченко был приглашен на службу в РАК в чине мичмана. Несколько лет прослужил в Русской Америке, выполняя различные поручения руководства РАК. 21 апреля 1823 года произведён в лейтенанты. В 1824 году был назначен командиром того же брига «Рюрик», на котором он совершил свою первую кругосветку. В том же году награждён орденом Св. Анны III степени. В 1826 году возвратился в Петербург.
В 1828—1830 годах Хромченко совершил своё второе кругосветное плавание, командуя кораблем «Елена». Парусник «Елена» под командованием Хромченко обогнул земной шар в рекордно короткие по тем временам сроки — всего за 23 месяца. Кроме того, Хромченко впервые в кругосветном плавании удалось сохранить всю свою команду — русскими моряками не было потеряно ни одного человека — все благополучно вернулись домой. 5 ноября 1830 года произведен в капитан-лейтенанты и за доставку из Бразилии для Императорского Ботанического сада экземпляров редких растений пожалован бриллиантовым перстнем.
В 1831—1833 годах он на военном транспорте «Америка» в третий раз обогнул земной шар. За этот поход Хромченко был награждён орденом Святой Анны 2 степени.
В 1835—1842 годах Василий Хромченко плавал на разных кораблях, на корабле «Фершампенуаз» крейсировал в Балтийском море.
13 января 1843 года он был произведен в капитаны 2 ранга и уволен со службы. Поселился и жил в Ораниенбауме.
Умер в 1849 году, похоронен в Ораниенбауме.

## Память
Именем Хромченко (Храмченко) названы:
- мыс на восточном побережье северного острова Новой Земли;
- залив на восточном побережье северного острова Новой Земли (залив наносится на карты с искажением фамилии — залив Храмченко, залив обследован в 1835 году А. К. Циволько, им же было присвоено название заливу)[3].
- остров Храмченко [Беннета] (Берингово море, залив Лаврентия, остров открыт в 1816 году О. Е. Коцебу, им же назван по фамилии В. С. Хромченко; в 1881 капитаном американского судна «Роджерс» Р. М. Берри остров был назван по фамилии издателя газеты «Нью-Йорк геральд» Д. Г. Беннета)[3].